# Mandalay (stad)
Mandalay is de op een na grootste stad van Myanmar. Het is de hoofdstad van de gelijknamige regio en ligt op ongeveer 716 kilometer ten noorden van de voormalige hoofdstad Yangon. Mandalay telde ongeveer 927.000 inwoners bij de volkstelling van 2005 en het inwonertal van de agglomeratie wordt geschat op 2,5 miljoen.
De stad wordt begrensd door de rivier de Irrawaddy (Ayeyarwady) in het westen en ligt in het centrum van de droge zone van Myanmar. Zij vormt een van de belangrijkste handels- en industriecentra van het land.

## Geschiedenis
Mandalay ontstond als een geplande stad op een open plek aan de voet van de 236 meter hoge Mandalayheuvel in de nabijheid van het dorpje Hti Baunga. Deze locatie werd gekozen vanwege een voorspelling die zou zijn gedaan door Boeddha, waarin werd aangegeven dat op die plek een grote stad, een boeddhistische metropool, zou ontstaan en wel op het 2400-jarige jubileum van het boeddhisme.
Koning Mindon van de Konbaung-dynastie van het koninkrijk Birma besloot deze profetie in vervulling te doen gaan en vaardigde een koninklijk decreet uit op 13 januari 1857 om een nieuw koninkrijk te stichten. In juli 1858 werd een ceremonie gehouden, waarbij hij de troon besteeg en de vroegere hoofdstad Amarapura liet ontmantelen en door olifanten liet verplaatsen naar de nieuwe locatie aan de voet van de Mandalayheuvel en zo de grondvesten legde voor de nieuwe hoofdstad. De ceremoniële opening vond reeds eerder plaats op de zesde dag van Kason van het Birmese jaar 1219 (boeddhistische jaartelling) in 1857. Daarbij legde de koning ook de grondvesten van de zeven bouwwerken: de koninklijke stad omringd door muren met kantelen; de gracht daaromheen; de Maha Lawka Marazein-stoepa (Kuthodaw Pagoda); de hogere ordinatiezaal genaamd Pahtan-haw Shwe Thein; het Atumashi- (onvergelijkbare) klooster; de Thudhama Zayats of openbare huizen voor het verkondigen van de boeddhistische doctrine en de bibliotheek voor boeddhistische geschriften.
De koninklijke stad werd Lei Kyun Aung Myei ("Zegevierend land over de Vier Eilanden") genoemd en het koninklijk paleis Mya Nan San Kyaw ("Het beroemde koninklijke smaragdpaleis"). De nieuwe koninklijke hoofdstad werd Yadanabon Naypyidaw genoemd; de Birmese versie van haar Palinaam Ratanapura, hetgeen "De Stad van Edelstenen" betekent. Vervolgens werd de naam veranderd naar Mandalay naar de heuvel. De naam Mandalay is afgeleid van 1) het Paliwoord Mandala, hetgeen "een vlak land" betekent, daar van Mandalay wordt gezegd dat het zo plat is als de bovenzijde van een trommel en 2) van het Paliwoord Mandare, hetgeen "een voorspoedig land" betekent.

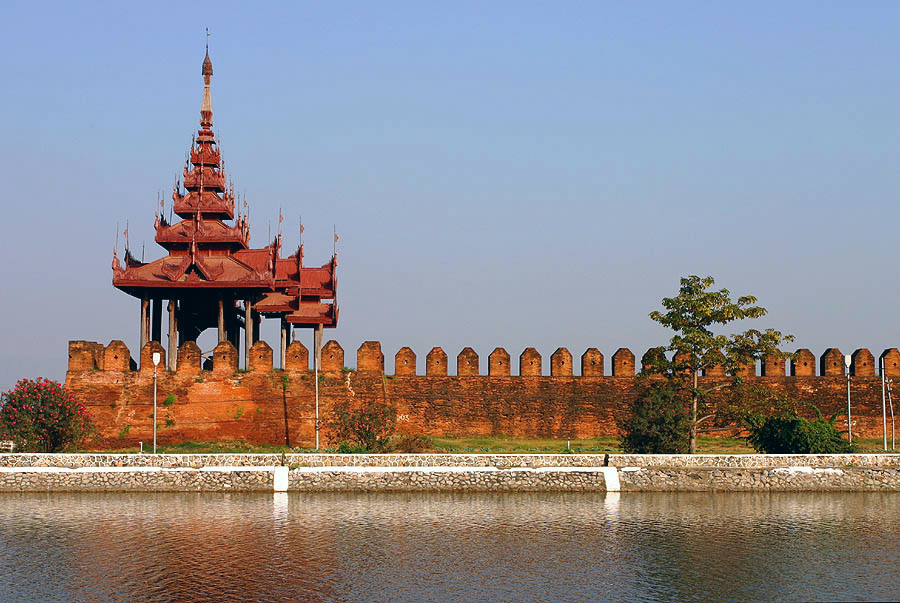
De muur en gracht van het Fort Mandalay bij het stadscentrum

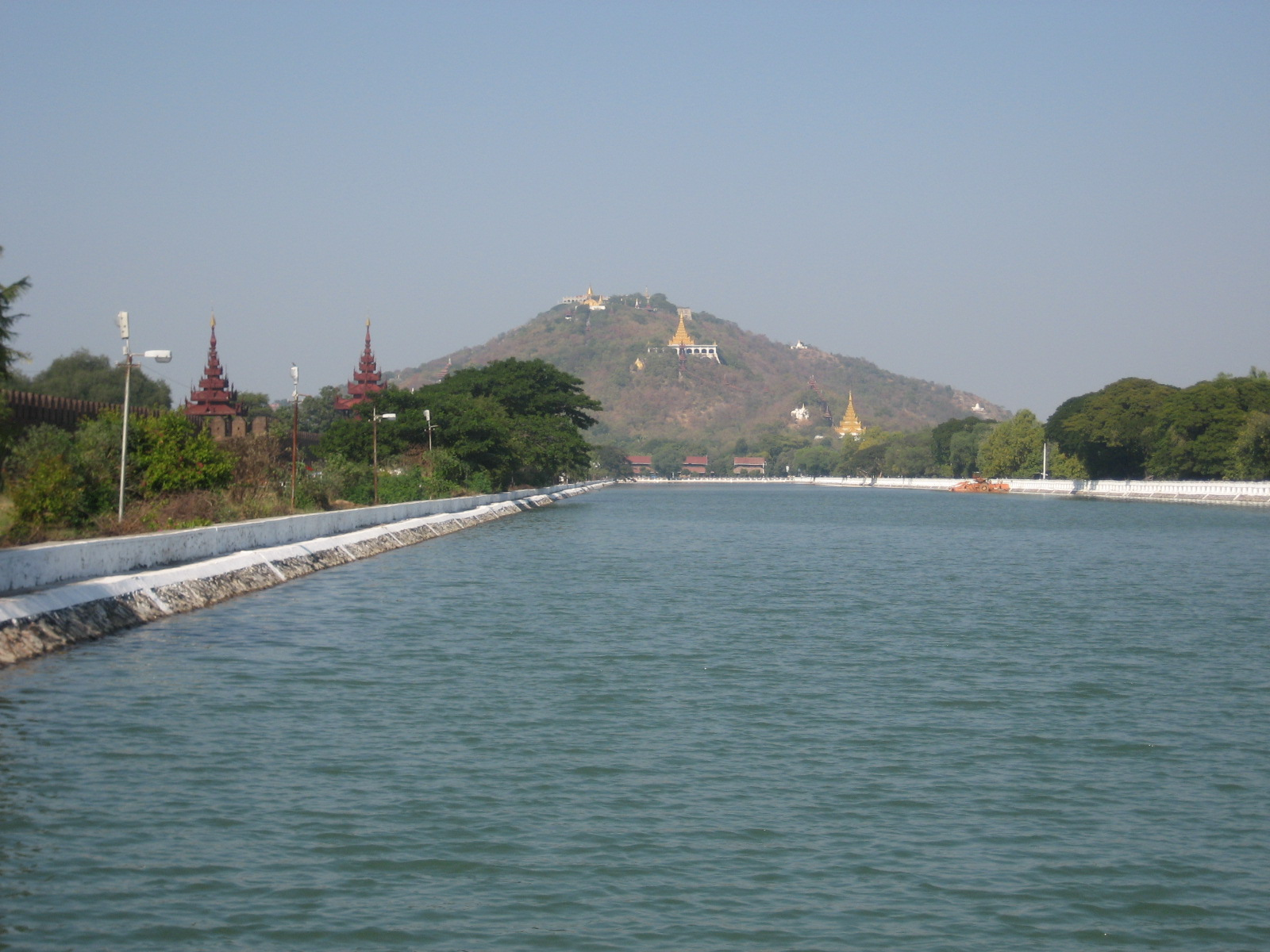
Mandalayheuvel op 240 meter, waar zich veel Myanmarese religieuze plaatsen bevinden

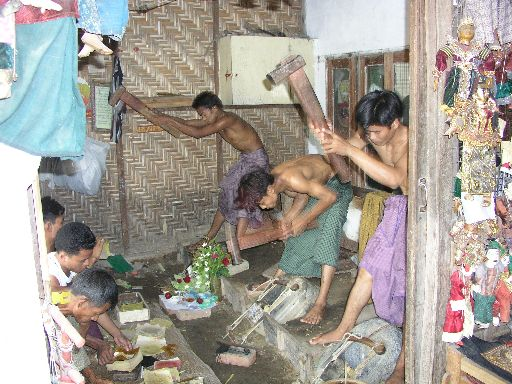
Verwerking van bladgoud

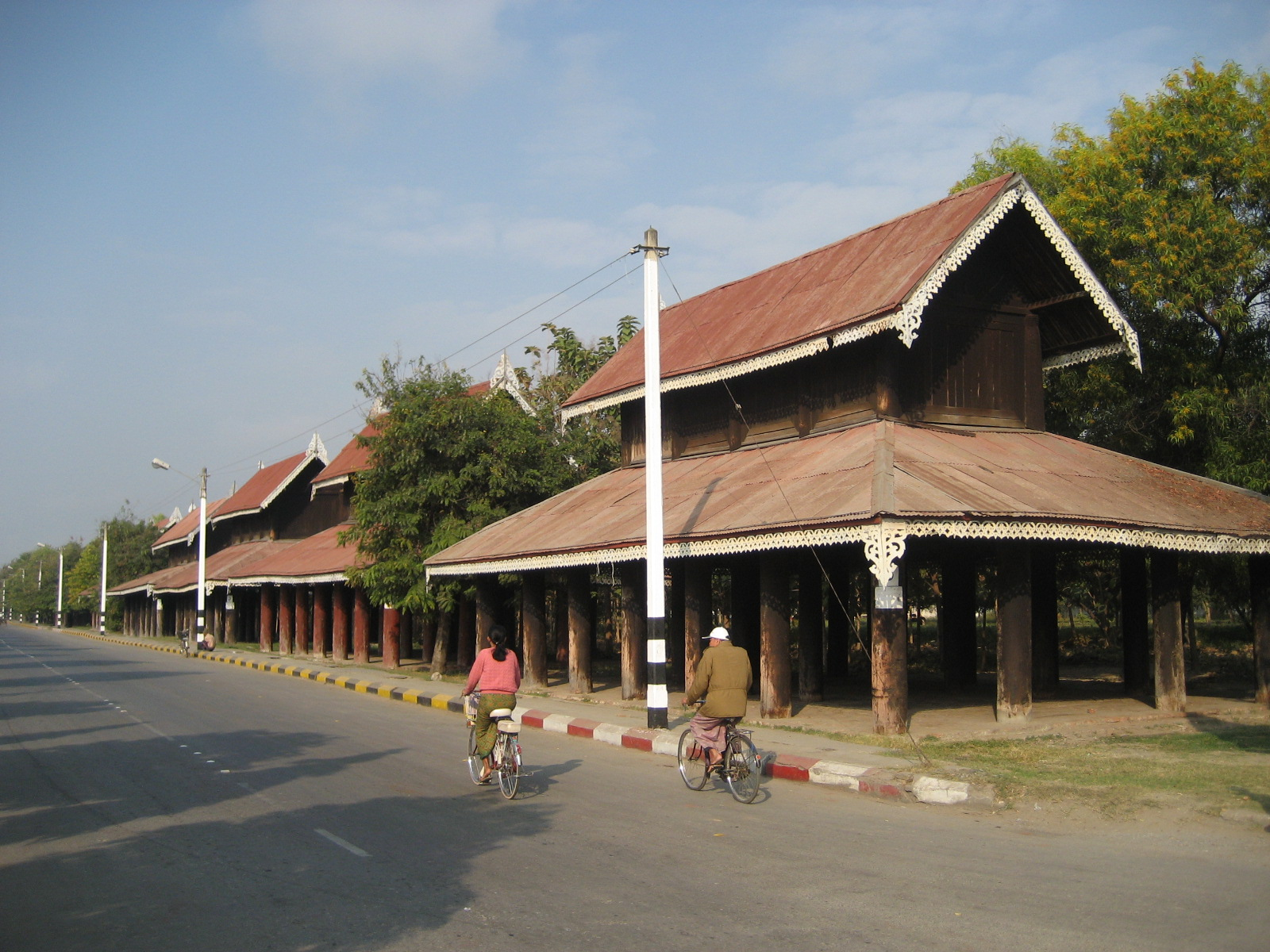
De Thudhamma Zayats werden gebouwd tijdens het rijk van koning Mindon

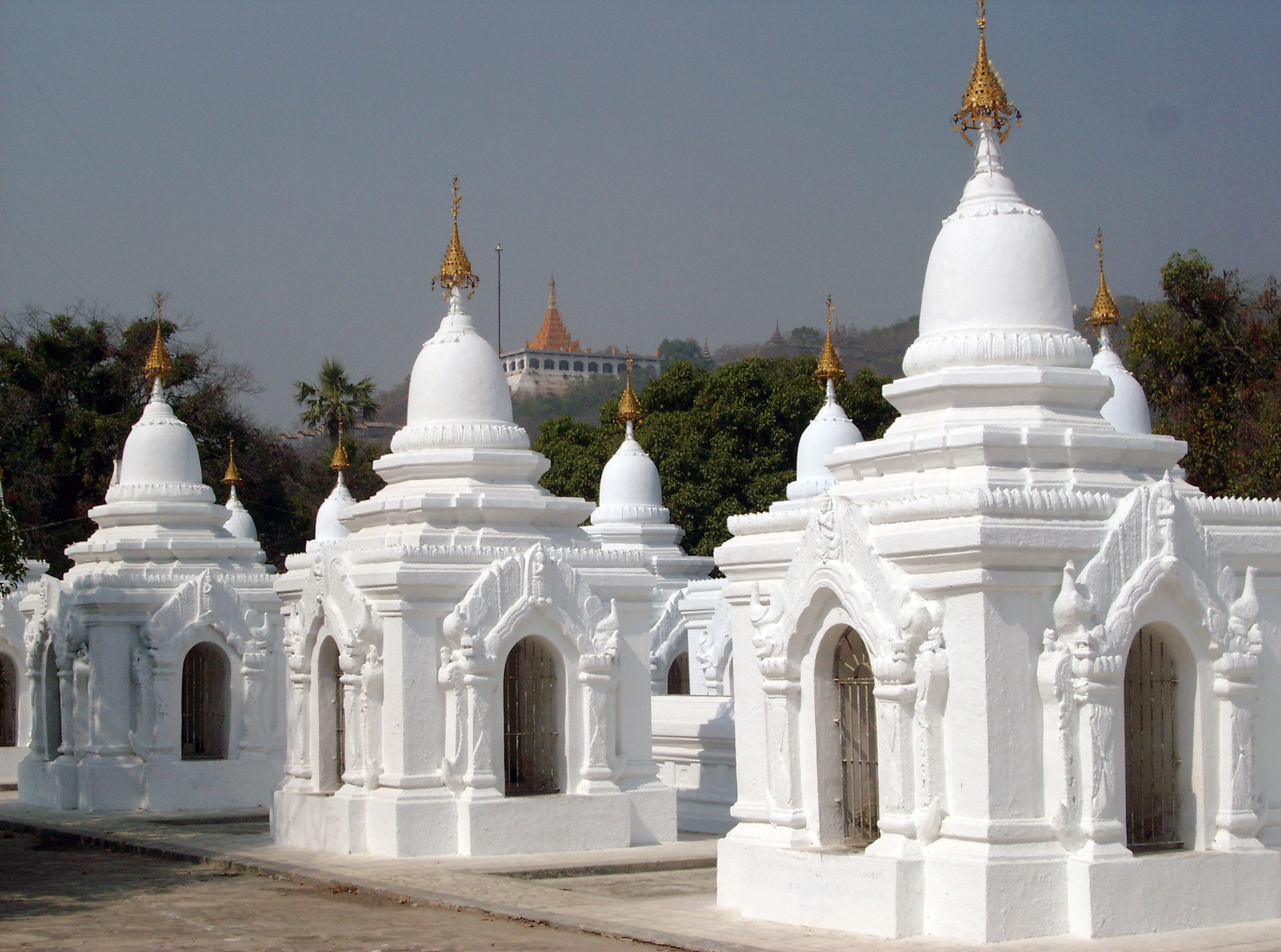
Enkele van de 729 stoepa's, die bekendstaan als het grootste boek ter wereld bij de Kuthodawtempel

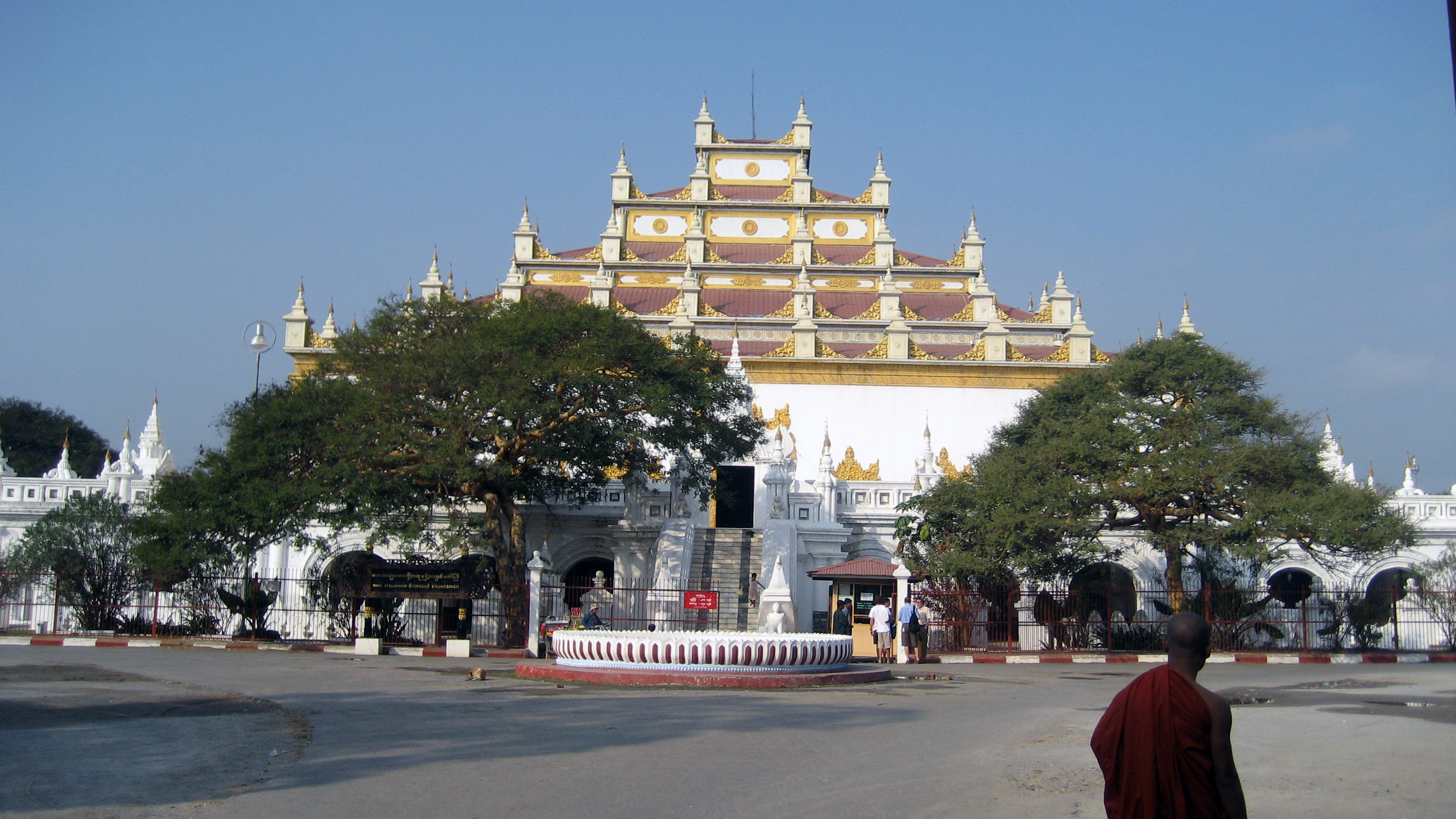
Het Atumashiklooster werd herbouwd als een getrouwe replica nadat het door een brand was verwoest

Op 23 mei 1859 werd de stad beschouwd als voltooid. Deze datum wordt daarom ook wel als stichtingsdatum genoemd. De datum werd gegraveerd in de rode deurpost van elke poort van de stad. In 1861 werd Mandalay de officiële hoofdstad, de derde en laatste koninklijke hoofdstad van het onafhankelijke Birmese koninkrijk.
In 1885 werd de stad geannexeerd door de Engelsen na de Derde Engels-Birmese Oorlog en werd het een belangrijke vesting in het Britse Rijk. Koning Thibaw, de zoon van koning Mindon, werd samen met zijn vrouw Supayalat gedwongen het paleis te verlaten en werd vervolgens verbannen naar Brits-Indië (een deel van hun nageslacht keerde later terug naar Birma, toen de Britten het moesten verlaten). Het paleis werd door de Britten hernoemd tot Fort Dufferin en werd door hen gebruikt om er Britse en Indische troepen in te huisvesten, terwijl veel van haar rijkdommen werden geplunderd en de beste stukken werden meegeroofd naar Groot-Brittannië, waar ze nu nog te bezichtigen zijn in het Londense Victoria and Albert Museum.
In de Tweede Wereldoorlog werd Mandalay zwaar beschadigd en op 2 mei 1942 bezet door de Japanners en als militaire stad gebruikt. Het fort werd door hen omgebouwd tot bevoorradingsdepot. In maart 1945 werd het fort door Britse bombardementen voorafgaand aan de bevrijding zwaar beschadigd. Het binnen de muren gelegen paleis brandde hierbij tot de grond toe af: alleen het metselwerk van de sokkels van het paleiscomplex en een paar gemetselde bouwwerken, zoals de koninklijke munt en de drumtoren bleven bewaard. In de jaren 90 van de 20e eeuw werd een getrouwe replica van het paleis gebouwd.
Na de onafhankelijkheid van Birma in 1948 werd Mandalay het bestuurlijk centrum van de Mandalay-divisie. De stad werd in 2025 zwaar beschadigd tijdens de zware aardbeving in maart van dat jaar.

## Economie
Mandalay vormt het belangrijkste handels- en verbindingscentrum voor Centraal- en Noord-Myanmar en gebieden daarbuiten. Het grootste deel van de Myanmarese internationale handel met China en India verloopt via de stad.
Tot de belangrijkste industrieën behoren het weven van zijde en wandtapijten, het snijden en polijsten van jade, houtsnijden en beeldhouwen, het maken van marmeren en bronzen Boeddha-afbeeldingen, tempelornamenten en accessoires, het bewerken van bladgoud en bladzilver, het fabriceren van lucifers en het brouwen en distilleren van Mandalaybier (door het ministerie van Industrie), een van de bekendste bieren van Myanmar.
Sinds de Europese Unie en de Verenigde Staten sancties hebben opgelegd aan Myanmar in de jaren 90 van de 20e eeuw, wordt de economie van Mandalay steeds meer beheerst door etnische Birmese Chinezen.

## Transport
Een bijzonderheid van Mandalay is het vierkante stratenplan.
Mandalay vormt het eindstation van de spoorlijn vanaf Yangon en het startpunt van de spoorlijnen naar de resort-stad Pyin U Lwin (Maymyo) en de steden Lashio en Myitkyina ten noorden van Mandalay. De rivier de Irrawaddy (ook wel "de weg naar Mandalay" genoemd) wordt veel gebruikt voor het vervoeren van landbouwproducten zoals rijst, bakolie, bamboe en teakhout. Langs Mandalay lopen twee van de belangrijkste wegen van heel Azië. De Aziatische wegen AH1, van Japan naar Turkije en de AH2, van Indonesië naar Iran, komen beide langs de stad.
Bij Mandalay ligt de grootste en modernste luchthaven van het land: de internationale luchthaven Mandalay. Deze werd in 2000 voltooid en kostte het land omgerekend 150 miljoen dollar. De luchthaven draait echter ver beneden haar capaciteit en wordt vooral gebruikt voor binnenlandse vluchten. Internationaal wordt alleen op de Chinese stad Kunming gevlogen.

## Bezienswaardigheden
De bekendste bezienswaardigheid in Mandalay is de Mandalayheuvel. De ruim 200 meter hoge heuvel wordt beklommen via 1730 treden. De heuvel biedt een fraai uitzicht op de stad en het fort. Op de top staat een pagode.
Aan de voet van de Mandalayheuvel bevindt zich het Fort van Mandalay, een ommuurde stad van 2 bij 2 kilometer. Rond de muur is een paleisgracht gegraven. Binnen het fort waren de koninklijke paleizen en bijbehorende gebouwen gevestigd. Na de verwoesting van het fort in maart 1945 is het terrein herbouwd. Het is nu militair terrein. Alleen het herbouwde paleis in het midden van het fort is toegankelijk voor bezoekers.
Mandalay is ook het religieuze centrum van Myanmar. Er zijn honderden boeddhistische bouwwerken en in de kloosters in en rond de stad wonen duizenden monniken. Vlak bij het fort bevindt zich de Kuthodowpagode. Hier is de complete Tripitaka gegraveerd in 729 marmeren stenen; waarna elke steen in een minipagode is geplaatst. Men noemt dit het grootste boek ter wereld. Het Shwenandaw Kyaung of Goudenpaleisklooster is een oud, houten klooster. Het werd door de koning Mindon zelf gebruikt. De Atumashi Kyanug of Het onvergelijkbare klooster is door een brand verwoest en wordt gerestaureerd.

In de omgeving van Mandalay zijn eveneens veel tempels te vinden. De bekendste is de Mahamuni- of Arakanpagode ten zuiden van Mandalay, waar het grote bronzen beeld van de boeddhistische leider Mahamuni is opgesteld. Na de Schwedagonpagode is dit de heiligste pagode van het land. Rondom de pagode zijn veel werklieden bezig met het produceren van Boeddhabeelden, bladgoud, houtsnijwerk en andere religieuze artikelen.
Rondom Mandalay liggen verschillende hoofdsteden van het oude Birma: Sagaing, Mingun, Ava en Amarapura.

## Trivia
- Mandalay werd bekend door een gedicht van de Engelse schrijver Rudyard Kipling: "Mandalay", waarin hij de loftrompet stak over de stad. Opmerkelijk, want Kipling is nooit in Mandalay geweest.
- Het lied 'Der Song von Mandelay' van Kurt Weill, gaat over een bordeel in de stad.
- De Britse illustrator en schrijver Alfred Bestall werd geboren in 1892 in Mandalay toen zijn ouders daar werkzaam waren als Methodisten-zendelingen.
- Robbie Williams heeft een nummer genaamd: "The Road To Mandalay".

## Galerij

Mandalay - မန္တလေးမြို့
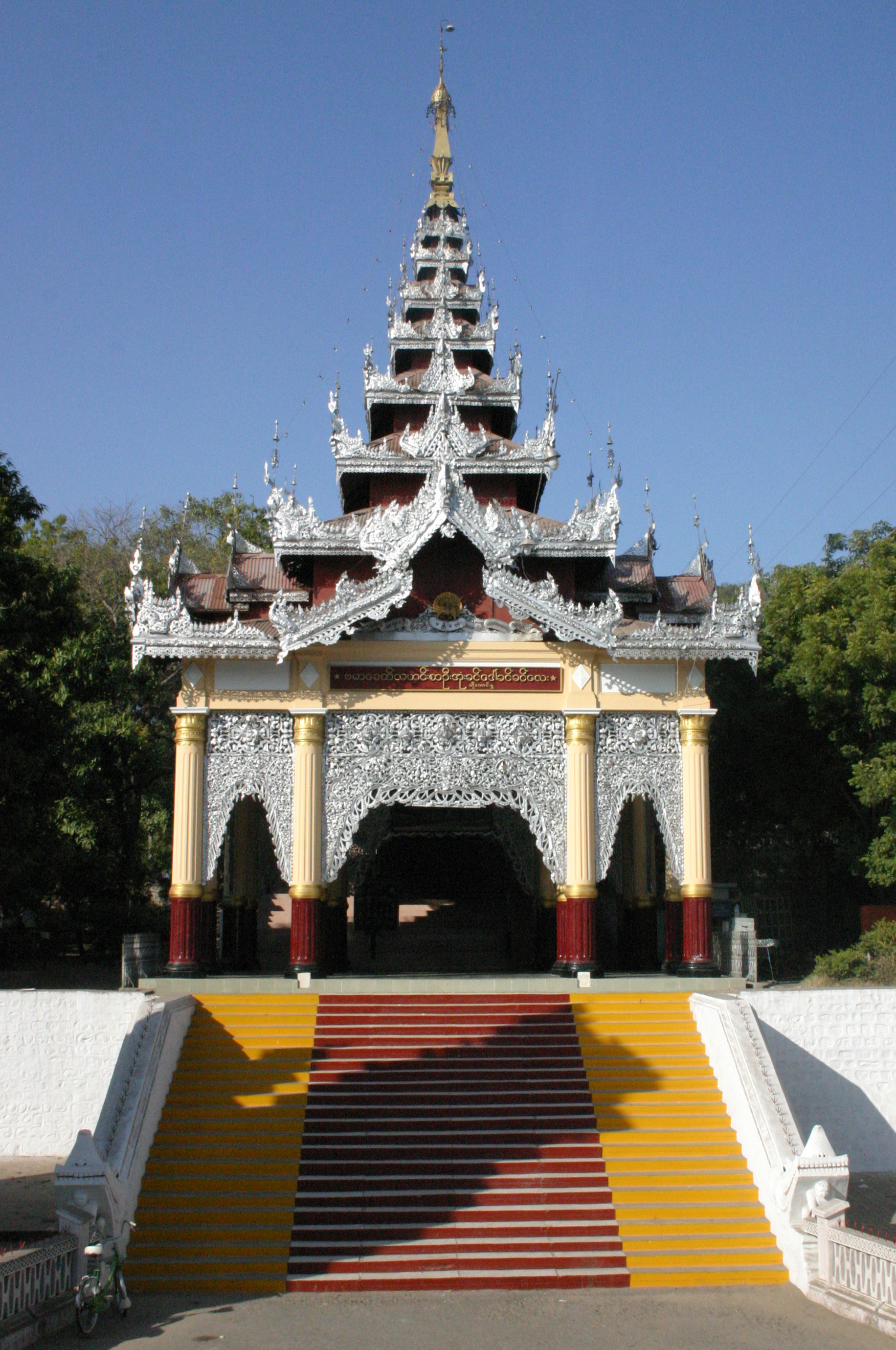
Mandalayheuvel
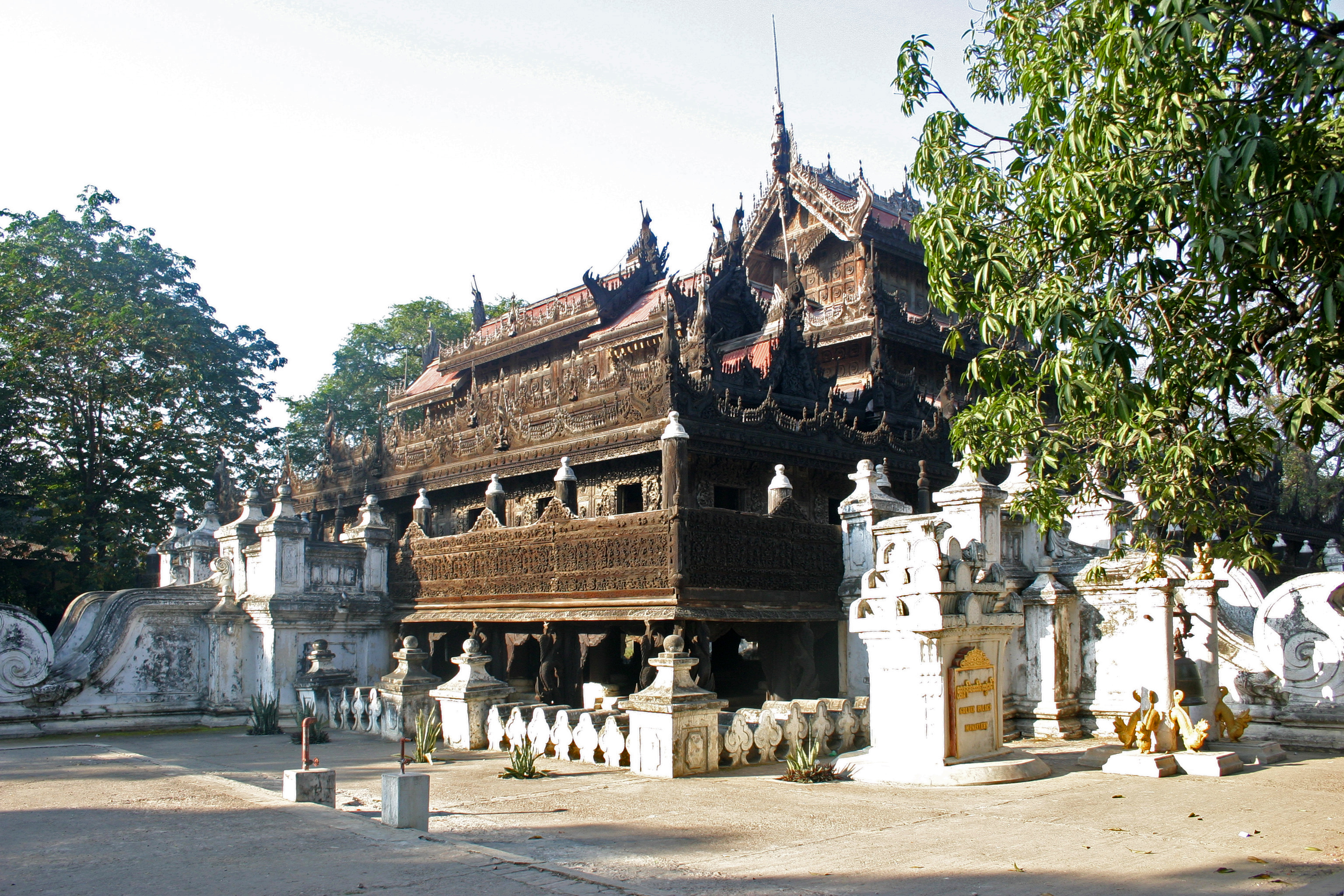
Shwenandaw
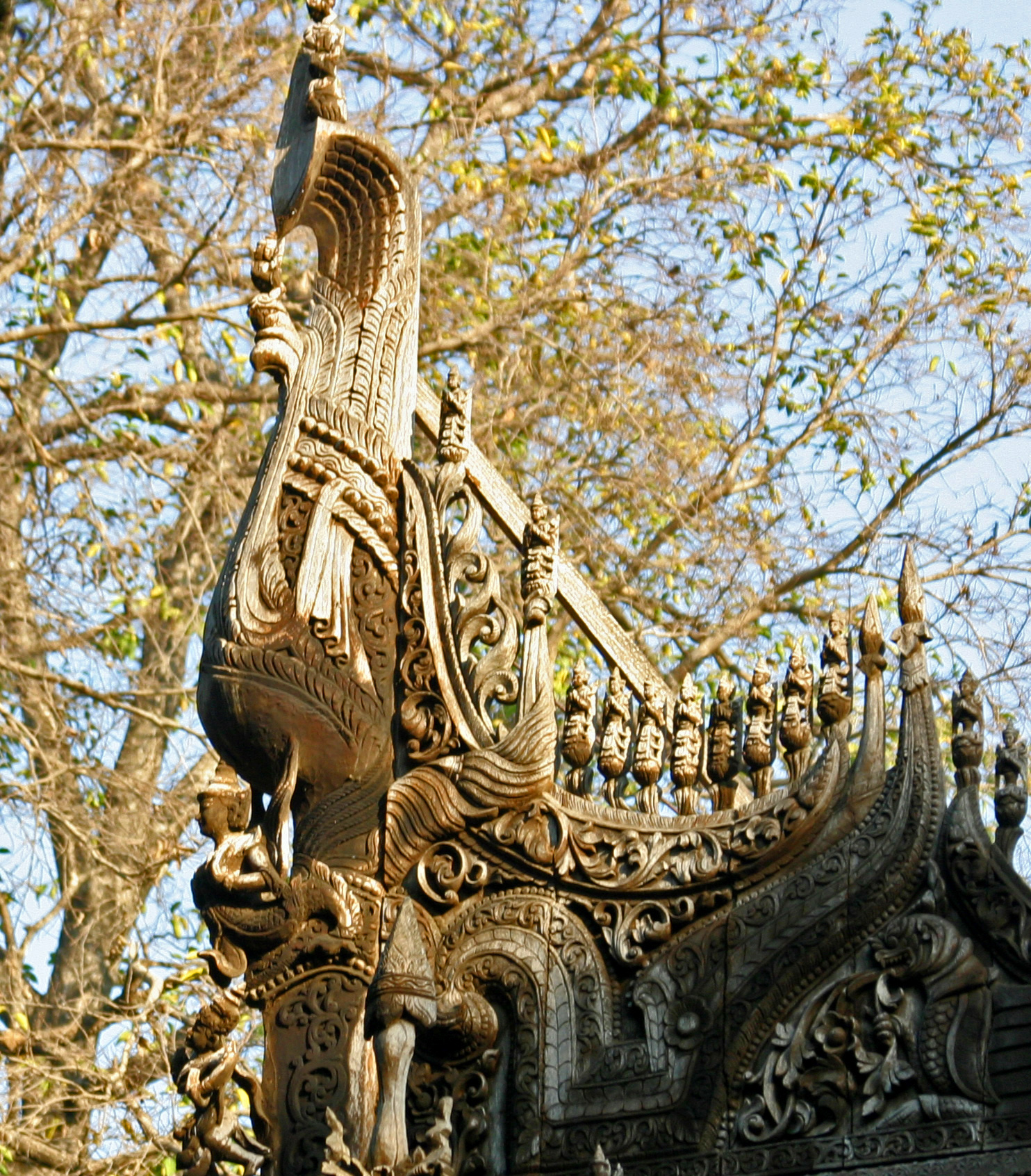
Shwenandaw
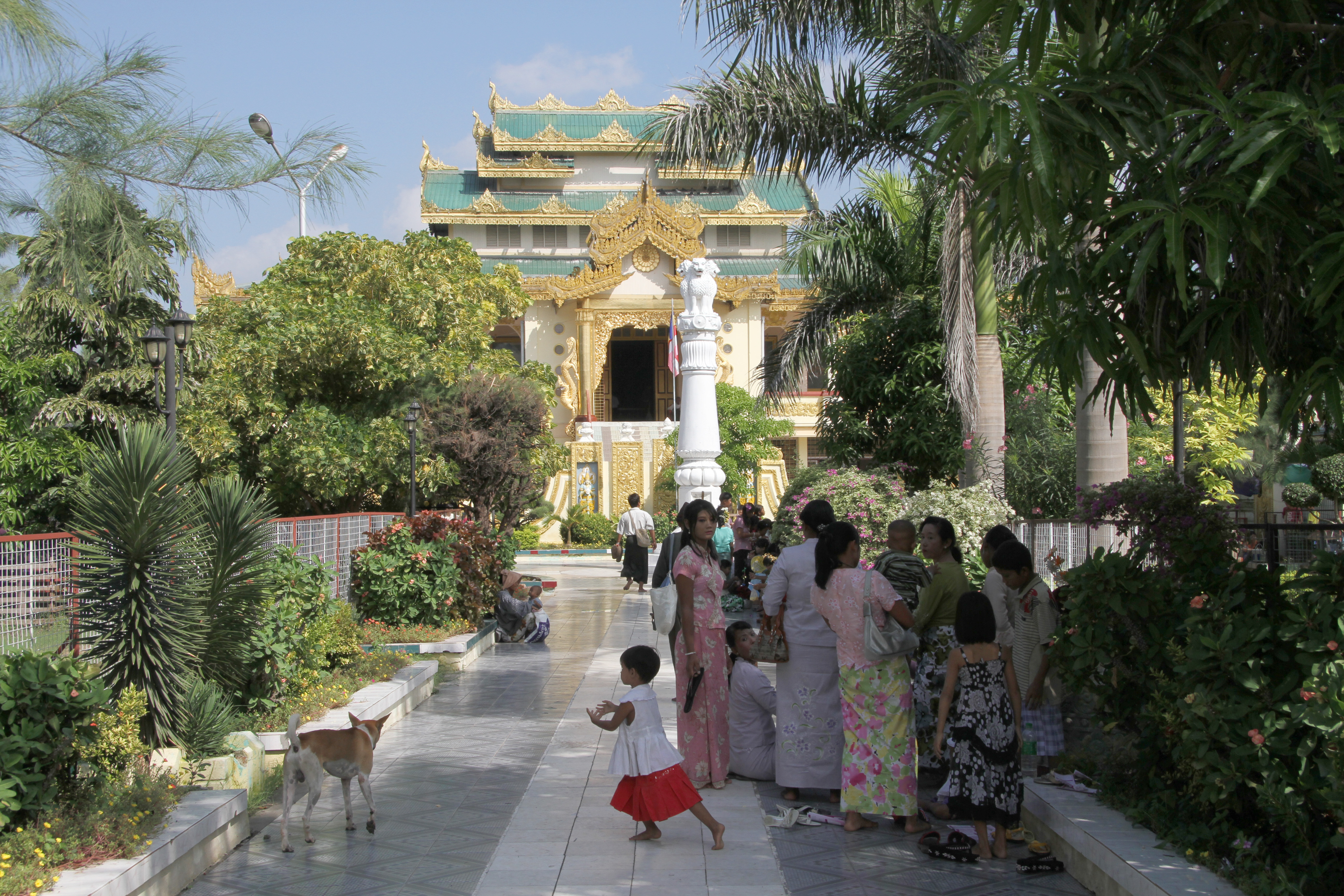
Mahamuni
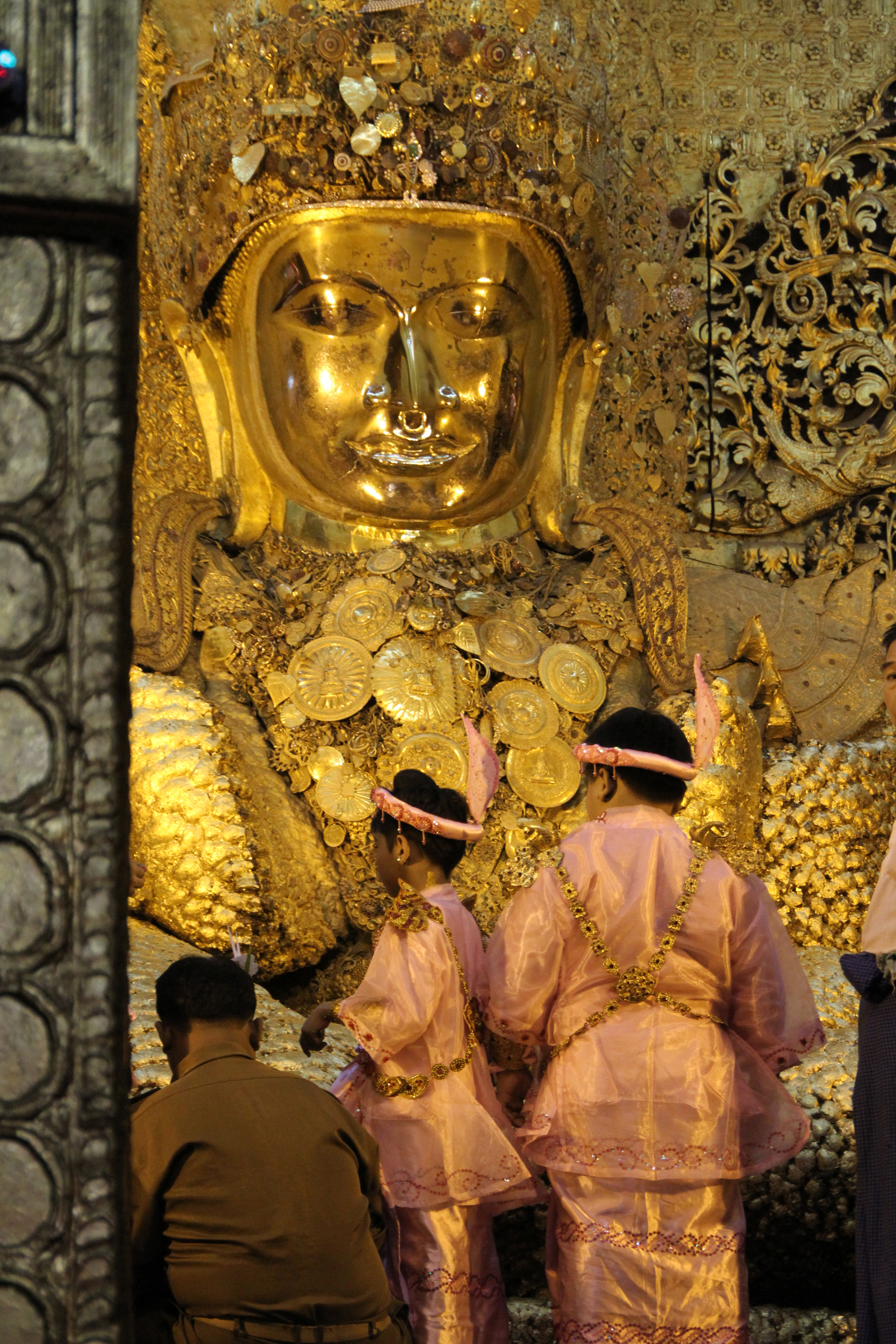
Mahamuni
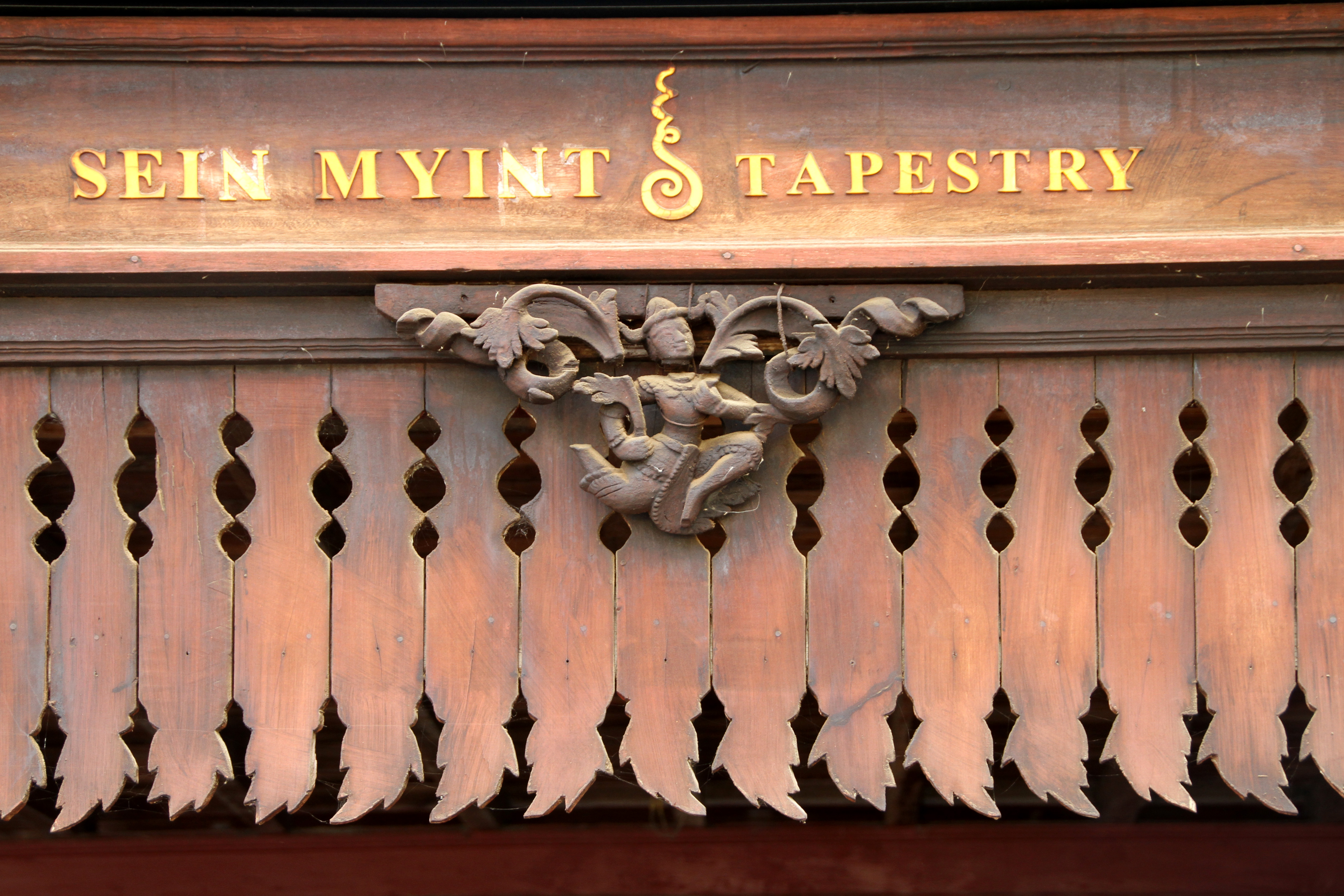
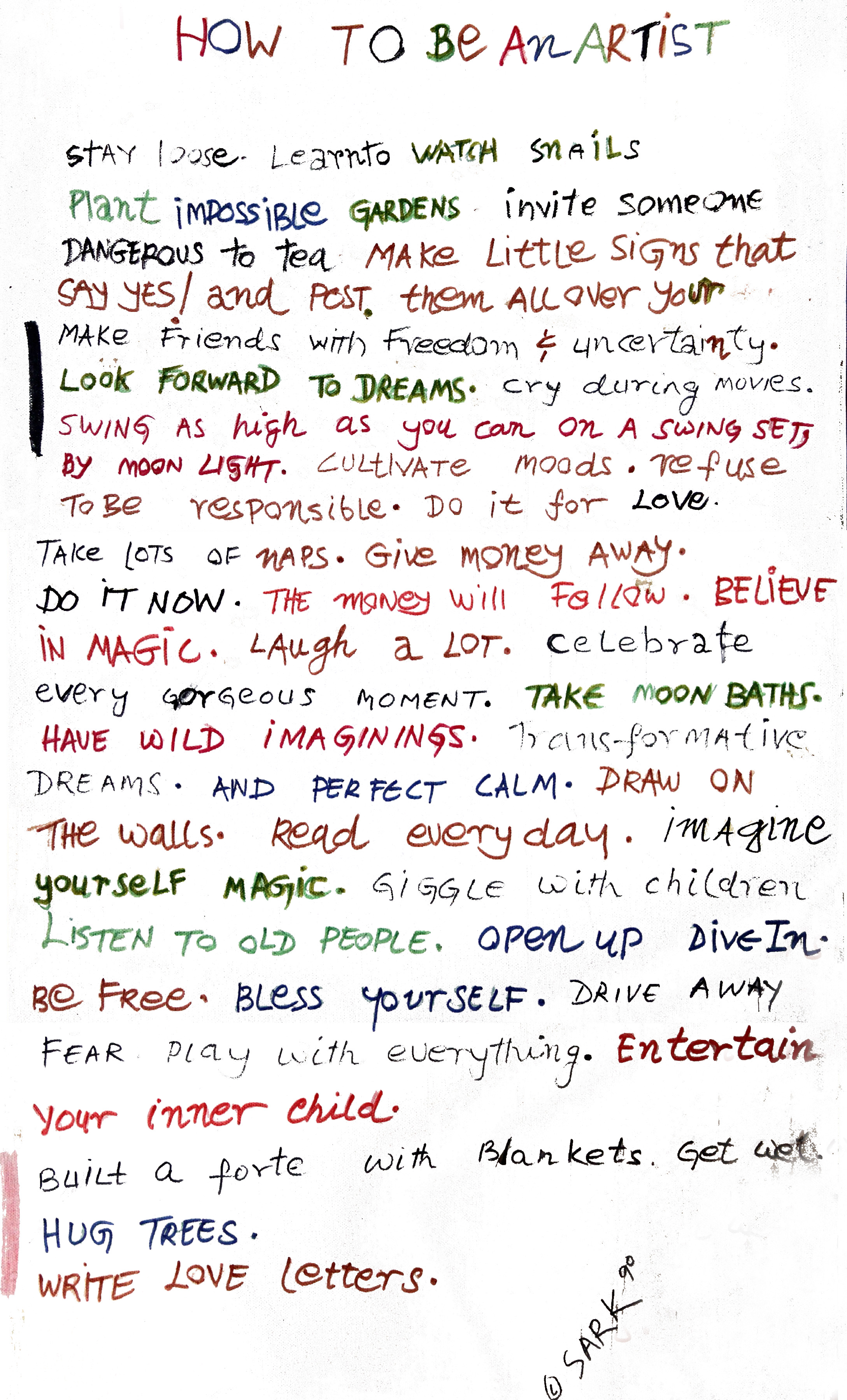
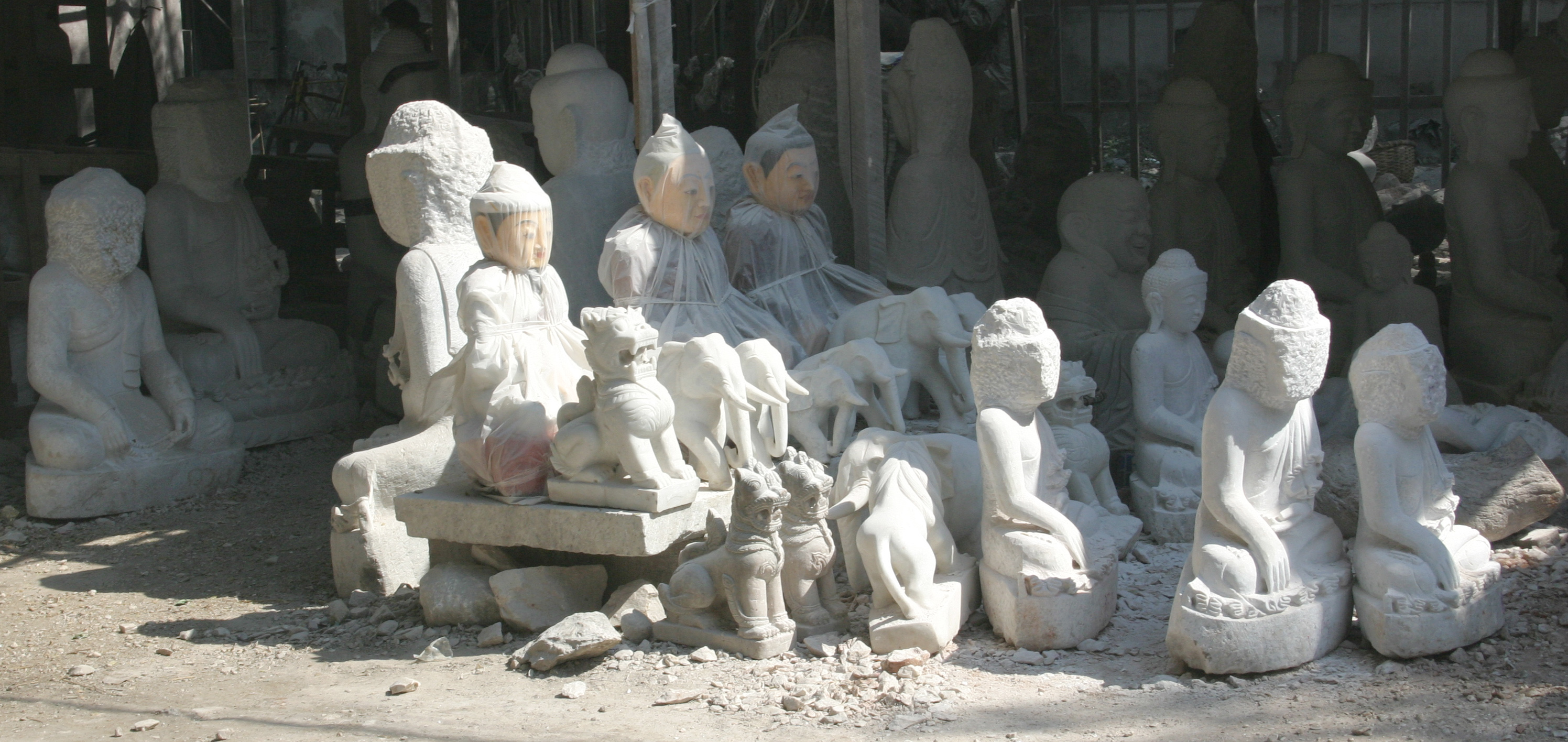
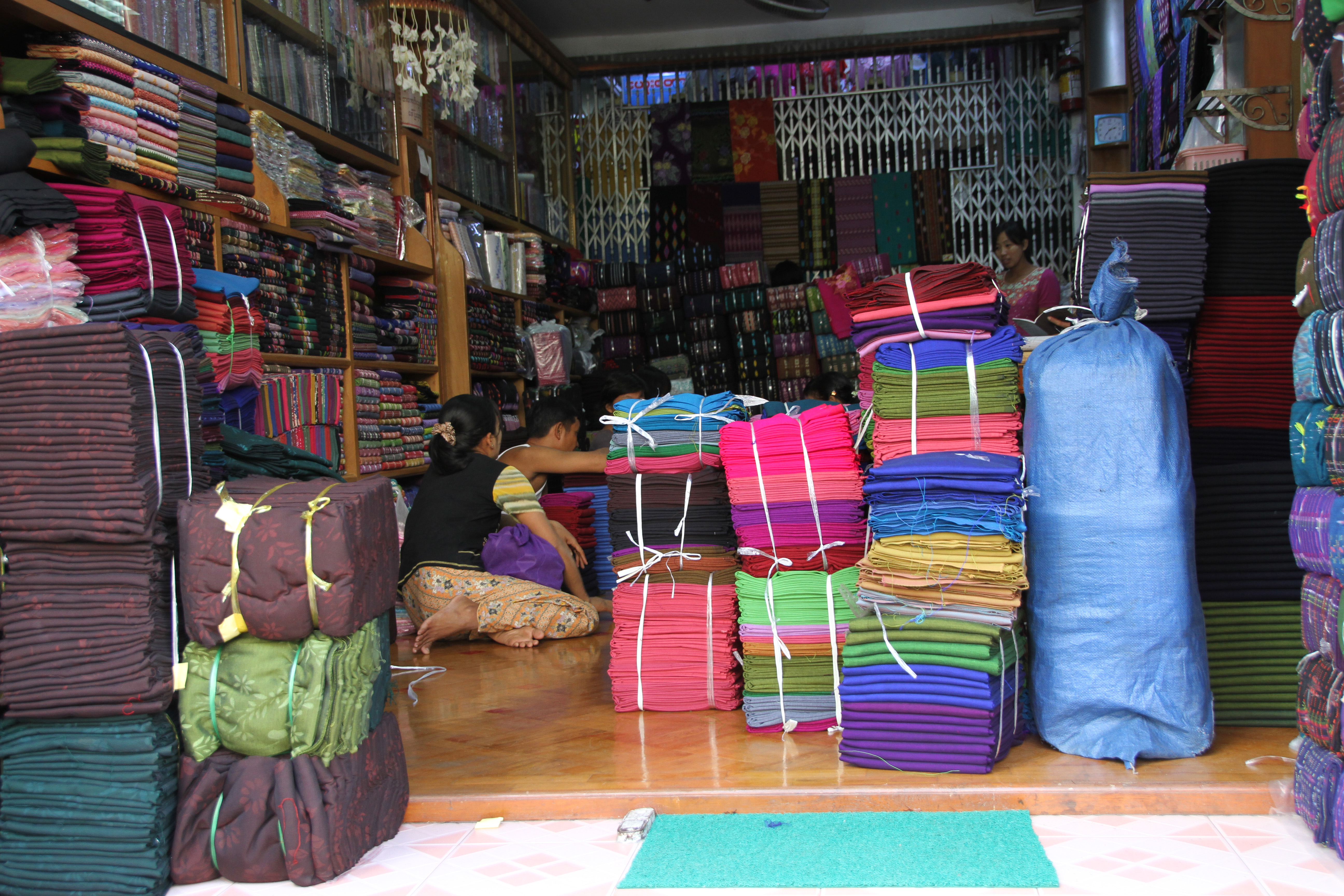
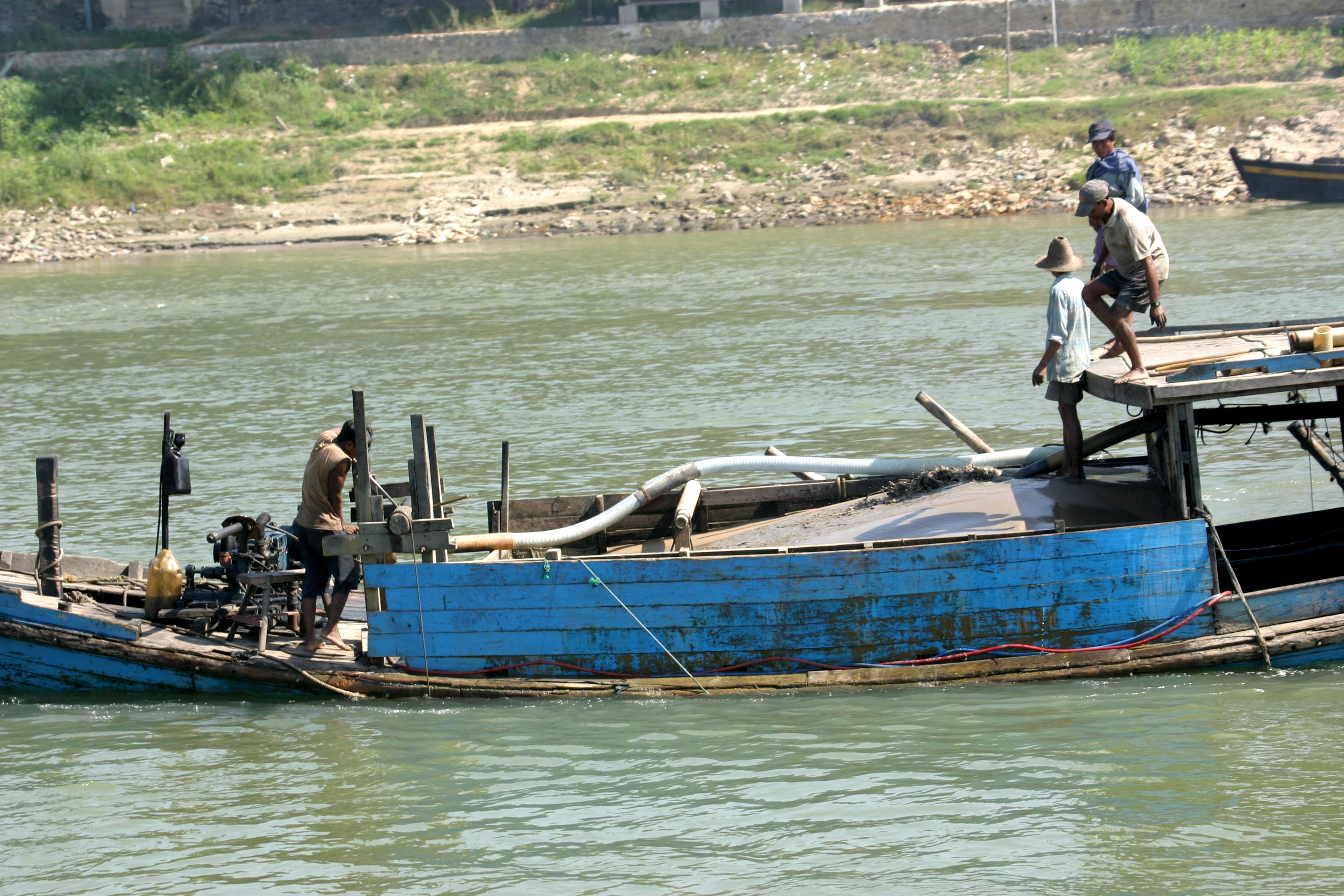